# Ján Bernát
Ján Bernát (* 10. Januar 2001 in Prešov) ist ein slowakischer Fußballspieler, der beim belgischen Verein KVC Westerlo unter Vertrag steht. Der Mittelfeldspieler ist seit September 2019 slowakischer U21-Nationalspieler.

## Karriere

### Verein
Bernát begann mit dem Fußballspielen beim 1. FC Tatran Prešov in seiner Heimatstadt Prešov. Im August 2016 wechselte er in die Nachwuchsabteilung des MŠK Žilina. Nachdem er während der Saison 2018/19 erstmals in der B-Mannschaft gespielt hatte, wurde er im Frühjahr 2019 in den Kader der ersten Mannschaft befördert. Am 2. März 2019 (21. Spieltag) debütierte er in der höchsten slowakischen Spielklasse, als er beim 2:1-Heimsieg gegen den FC Zlaté Moravce für Adam Kopas eingewechselt wurde. In der Meisterrunde galt er bereits als Rotationsspieler und beendete die Saison 2018/19 mit sieben Einsätzen.
Am 20. Juli 2019, dem ersten Spieltag der neuen Spielzeit 2019/20 stand er im Auswärtsspiel gegen den MFK Zemplín Michalovce in der Startformation und beförderte sein Team mit seinem ersten Treffer und einer Vorlage zu einem ungefährdeten 3:0-Sieg. Er erzielte in den ersten fünf Ligaspielen fünf Tore und stieg so mit 18 Jahren zum Stammspieler auf. Insgesamt bestritt er in der Saison 2019/20 22 von 27 möglichen Ligaspielen, in denen er zehn Tore schoss, und ein Pokalspiel.
In der nächsten Saison waren es 32 von 34 möglichen Ligaspielen mit sechs Toren, fünf Pokalspiele mit zwei Tore und ein Spiel in der Qualifikation zur Europa League. In der Saison 2021/22 kam er nur noch zu vier Einsätzen in der Qualifikation zur Conference League.
Anfang August 2021 wurde er für den Rest der Saison mit anschließender Kaufoption an den belgischen Zweitligisten KVC Westerlo ausgeliehen. In seiner Saison bestritt er 27 von 28 möglichen Ligaspielen, in denen er neun Tore schoss, sowie zwei Pokalspiele mit einem Tor. Anfang Juni 2022 machte Westerlo von der Kaufoption Gebrauch und schloss mit Bernát einen Vertrag mit einer Laufzeit von drei Jahren ab.
Zur Saison 2022/23 war Westerlo in die Division 1A aufgestiegen. In dieser Saison kam Bernát nur auf 6 von 40 möglichen Ligaspielen. Ab Anfang September 2022 fiel er wegen eines Kreuzbandrisses bis zum Saisonende aus. Erst beim ersten Spiel der Saison 2023/24 wurde er wieder eingesetzt.

### Nationalmannschaft
Seit September 2019 ist Bernát slowakischer U21-Nationalspieler  und im November 2019 debütierte er in der U19.